# فيس بنش ستوديوز
فيس بنش ستوديوز (بالإنجليزية:Facepunch Studios)، هي شركة بريطانية تقوم بإنتاج وتطوير ونشر ألعاب فيديو، تأسست الشركة عام 2004 في والسال.

## المواقع الخارجية
- الموقع الرسمي
- Garry Newman's personal blog